# Finala Cupei Campionilor Europeni 1968
Finala Cupei Campionilor Europeni 1968 a fost cea de-a 13-a ediție a Cupei Campionilor Europeni. Meciul a avut loc pe Stadionul Wembley, pe 29 mai 1968 între Manchester United din Anglia și Benfica din Portugalia.

## Detalii
| Benfica   | 1 – 4 (a.e.t.) | Manchester United                |
| --------- | -------------- | -------------------------------- |
| Graça 75' | Report         | Charlton 53', 92', 105' Best 93' |

| Benfica | Manchester United |

| BENFICA:    |    |                    |
|             |    |                    |
| P           | 1  | José Henrique      |
| F           | 2  | Adolfo Calisto     |
| F           | 3  | Humberto Fernandes |
| F           | 4  | Jacinto Santos     |
| F           | 5  | Fernando Cruz      |
| M           | 6  | Jaime Graça        |
| M           | 7  | Mário Coluna (c)   |
| M           | 8  | José Augusto       |
| A           | 9  | José Torres        |
| A           | 10 | Eusébio            |
| A           | 11 | António Simões     |
| Rezerve:    |    |                    |
|             | 12 | Nascimento         |
| Antrenor:   |    |                    |
| Otto Glória |    |                    |

| MANCHESTER UNITED: |    |                    |
|                    |    |                    |
| P                  | 1  | Alex Stepney       |
| F                  | 2  | Shay Brennan       |
| F                  | 5  | Bill Foulkes       |
| F                  | 10 | David Sadler       |
| F                  | 3  | Tony Dunne         |
| M                  | 4  | Pat Crerand        |
| M                  | 9  | Bobby Charlton (c) |
| M                  | 6  | Nobby Stiles       |
| A                  | 7  | George Best        |
| A                  | 8  | Brian Kidd         |
| A                  | 11 | John Aston         |
| Rezerve:           |    |                    |
| P                  | 12 | Jimmy Rimmer       |
| Antrenor:          |    |                    |
| Matt Busby         |    |                    |

| Omul meciului: John Aston Tușieri Aurelio Angonese (Veneția) Francesco Francescon (Padua) |